# Санта, Карлос
Карлос Йоэлин Санта Рамирес (исп. Carlos Yoelin Santa Ramírez; род. 7 января 1978, Асуа-де-Компостела) — доминиканский легкоатлет, специалист по бегу на короткие дистанции. Выступал на профессиональном уровне в 1996—2010 годах, обладатель бронзовой медали чемпионата мира в помещении, дважды бронзовый призёр Панамериканских игр, двукратный чемпион Центральноамериканских и Карибских игр, двукратный победитель иберо-американского чемпионата, участник трёх летних Олимпийских игр.

## Биография
Карлос Санта родился 7 января 1978 года в городе Асуа-де-Компостела, Доминиканская Республика.
Первых серьёзных успехов в лёгкой атлетике на международном уровне добился в сезоне 1996 года, когда вошёл в состав доминиканской сборной и выступил на юниорском первенстве Центральной Америки и Карибского бассейна в Сан-Сальвадоре, где выиграл бронзовую медаль в беге на 400 метров, занял четвёртое место в эстафете 4×100 метров, стал серебряным призёром в эстафете 4×400 метров.
В 1997 году должен был бежать 200 метров на чемпионате мира в помещении в Париже, но в итоге на старт здесь не вышел.
В 1998 году на Центральноамериканских и Карибских играх в Маракайбо показал пятый результат в беге на 400 метров и эстафете 4×400 метров, шестой результат в эстафете 4×100 метров.
В 1999 году бежал 400 метров на чемпионате мира в помещении в Маэбаси, на Панамериканских играх в Виннипеге (здесь также стал шестым в эстафете 4×400 метров), на чемпионате мира в Севилье. Кроме того, в эстафете 4×400 метров выиграл бронзовую медаль на центральноамериканском и карибском чемпионате в Бриджтауне.
Благодаря череде успешных выступлений в 2000 году удостоился права защищать честь страны на летних Олимпийских играх в Сиднее — в программе 400 метров в рамках первого предварительного забега показал время 46,40, чего оказалось недостаточно для выхода в четвертьфинальную стадию соревнований.
В 2001 году стартовал в 400-метровой дисциплине и эстафете 4×400 метров на чемпионате Центральной Америки и Карибского бассейна в Гватемале.
В 2002 году выиграл 400 метров на иберо-американском чемпионате в Гватемале, в беге на 400 метров и эстафете 4×100 метров стал четвёртым и пятым на молодёжном первенстве NACAC в Сан-Антонио. На Центральноамериканских и Карибских играх в Сан-Сальвадоре одержал победу в двух дисциплинах: 400 метров и эстафета 4×400 метров.
На Панамериканских играх 2003 года Санто-Доминго занял шестое место на дистанции 400 метров и завоевал бронзовую награду в эстафете 4×400 метров. В тех же дисциплинах стартовал на чемпионате мира в Париже, но в число призёров не попал.
В 2004 году отметился победой в 400-метровом беге на иберо-американском чемпионате в Уэльве. Принимал участие в Олимпийских играх в Афинах, на сей раз в зачёте 400 метров остановился на стадии полуфиналов.
На чемпионате мира 2005 года в Хельсинки дошёл до полуфинала в беге на 400 метров и остановился на предварительном квалификационном этапе эстафеты 4×400 метров. Среди прочих результатов — шестое место на Всемирном легкоатлетическом финале в Монако.
В 2006 году на чемпионате мира в помещении в Москве дошёл до полуфинала на дистанции 400 метров и стал пятым в эстафете 4×400 метров. На Центральноамериканских и Карибских играх в Картахене в дисциплинах 200 и 400 метров был шестым и четвёртым соответственно, взял бронзу в эстафете 4×400 метров. На Кубке мира в Афинах в составе команды Америки показал второй результат в эстафете 4×400 метров, уступив только команде США.
В 2007 году стал бронзовым призёром на Мемориале братьев Знаменских в Жуковском, на чемпионате NACAC в Сан-Сальвадоре и на Панамериканских играх в Рио-де-Жанейро. Бежал 400 метров и эстафету 4×400 метров на чемпионате мира в Осаке, в эстафете занял итоговое седьмое место.
В 2008 году в эстафете 4×400 метров выиграл бронзовую медаль на чемпионате мира в помещении в Валенсии, выступил на Олимпийских играх в Пекине.
Завершил спортивную карьеру по окончании сезона 2010 года.